# Выбор оружия (книга)
Выбор оружия (англ. Use of Weapons) представляет собой научно-фантастический роман шотландского писателя Иэна М. Бэнкса. Впервые опубликован в 1990 году. Это третий роман в серии «Культура».

## Сюжет
Повествование берет форму биографии человека по имени Чераденин Закальве, который родился за пределами Культуры, но был нанят для работы на неё агентом «Специальных Обстоятельств» Дизиет Сма для работы в качестве оперативного вмешательства в менее развитые цивилизации. В романе рассказывается о нескольких из этих вмешательств и попытках Закальве примириться с его собственным прошлым.
Книга состоит из двух повествовательных потоков, переплетающихся в чередующихся главах.
Движущийся вперед поток повествования касается попыток Дизиет Смы и дрона под именем Скаффен-Амтискав («Особые обстоятельства», подразделение «Контакт») для повторного зачисления Закальве на другую работу. Он должен связаться с бывшим коллегой Бейха в политически неустойчивой звездной системе, чтобы продвигать цели Культуры в регионе. Плата, которую требует Закальве, - это место проживания женщины по имени Ливуета.
Обратный поток повествования описывает более ранние задания, которые Закальве выполнил для Культуры, в конечном счете возвращаясь к его детству со своими двумя сестрами (Ливуета и Даркенс) и мальчиком Элитиомелем, чей отец был заключен в тюрьму за измену.
По мере того, как заканчиваются два потока повествования, выясняется, что Элетиомель и Закальве командовали двумя противоборствующими армиями в кровопролитной гражданской войне.